# 금지된 섹스, 불륜 2
"금지된 섹스, 불륜 2"는 한국에서 제작된 이세일 감독의 2012년 멜로/로맨스 영화이다. 장예지 등이 주연으로 출연하였다.

## 출연

### 주연
- 장예지
- 한예슬
- 민지근
- 강민우